# Lubomierz
Lubomierz (deutsch: Liebenthal; 1945–1947 polnisch Miłosna) ist eine Kleinstadt mit nahezu 2000 Einwohnern im Powiat Lwówecki der Woiwodschaft Niederschlesien in Polen. Sie ist zugleich Sitz der Stadt- und Landgemeinde Lubomierz mit 6177 Einwohnern (Stand 31. Dezember 2020) und gehört der Euroregion Neiße an.

## Geographische Lage
Die Stadt liegt etwa 40 km südöstlich von Görlitz und 18 km nordwestlich von Jelenia Góra (Hirschberg im Riesengebirge) in einem Tal des Isergebirgsvorlands an der Ölse (Oľdza).

## Geschichte

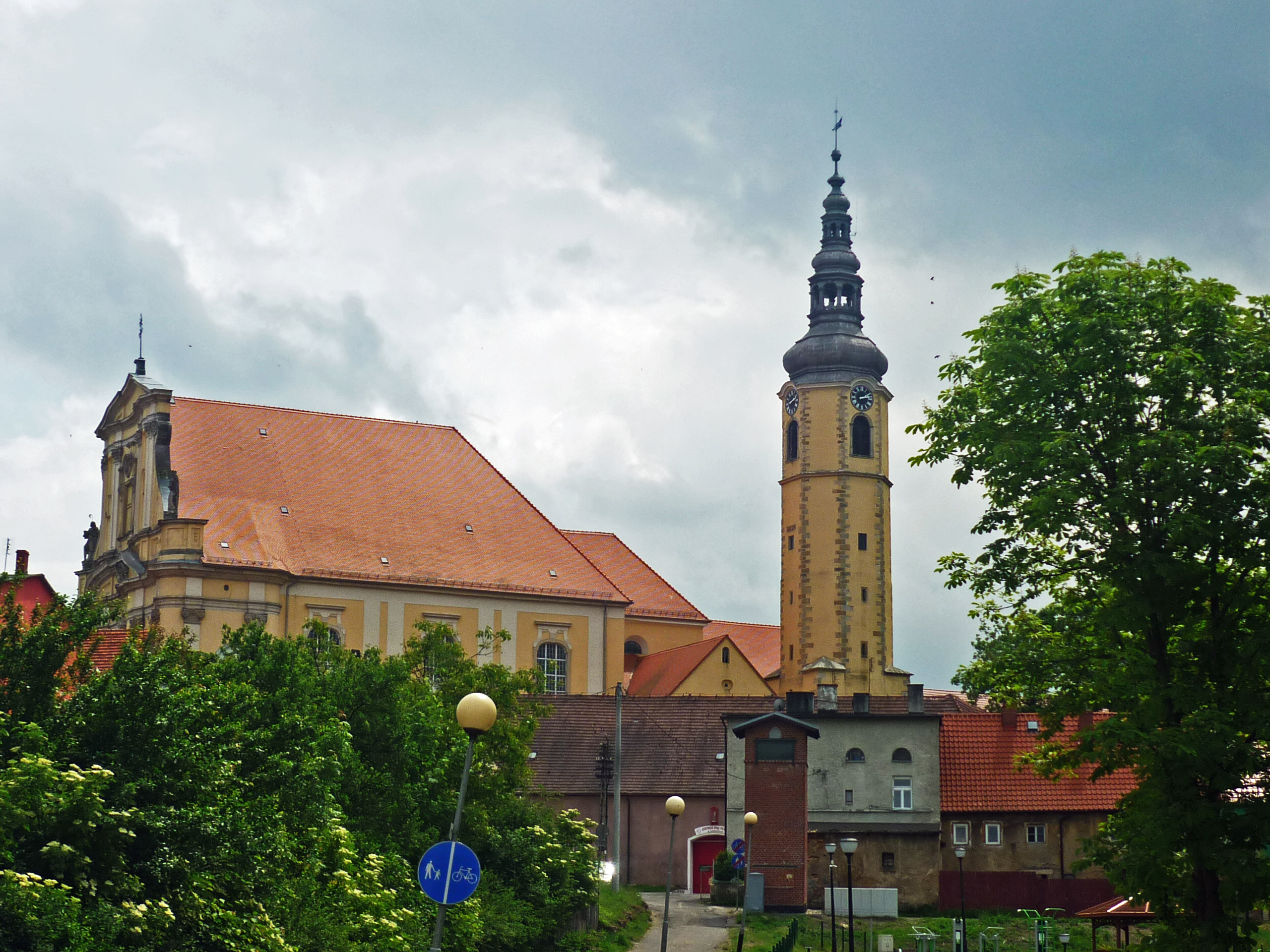
St. Maternus

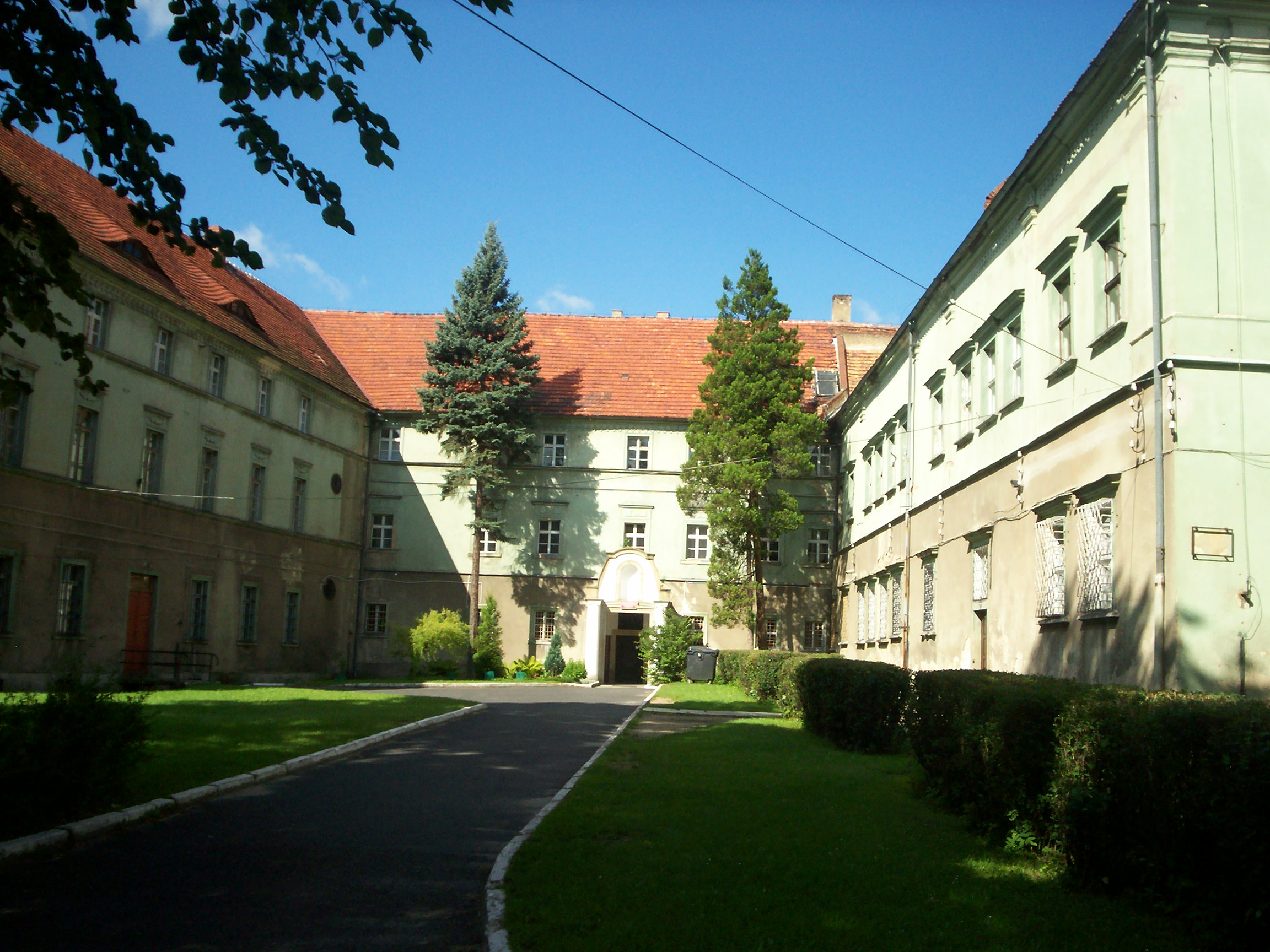
Ehemaliges Benediktinerkloster

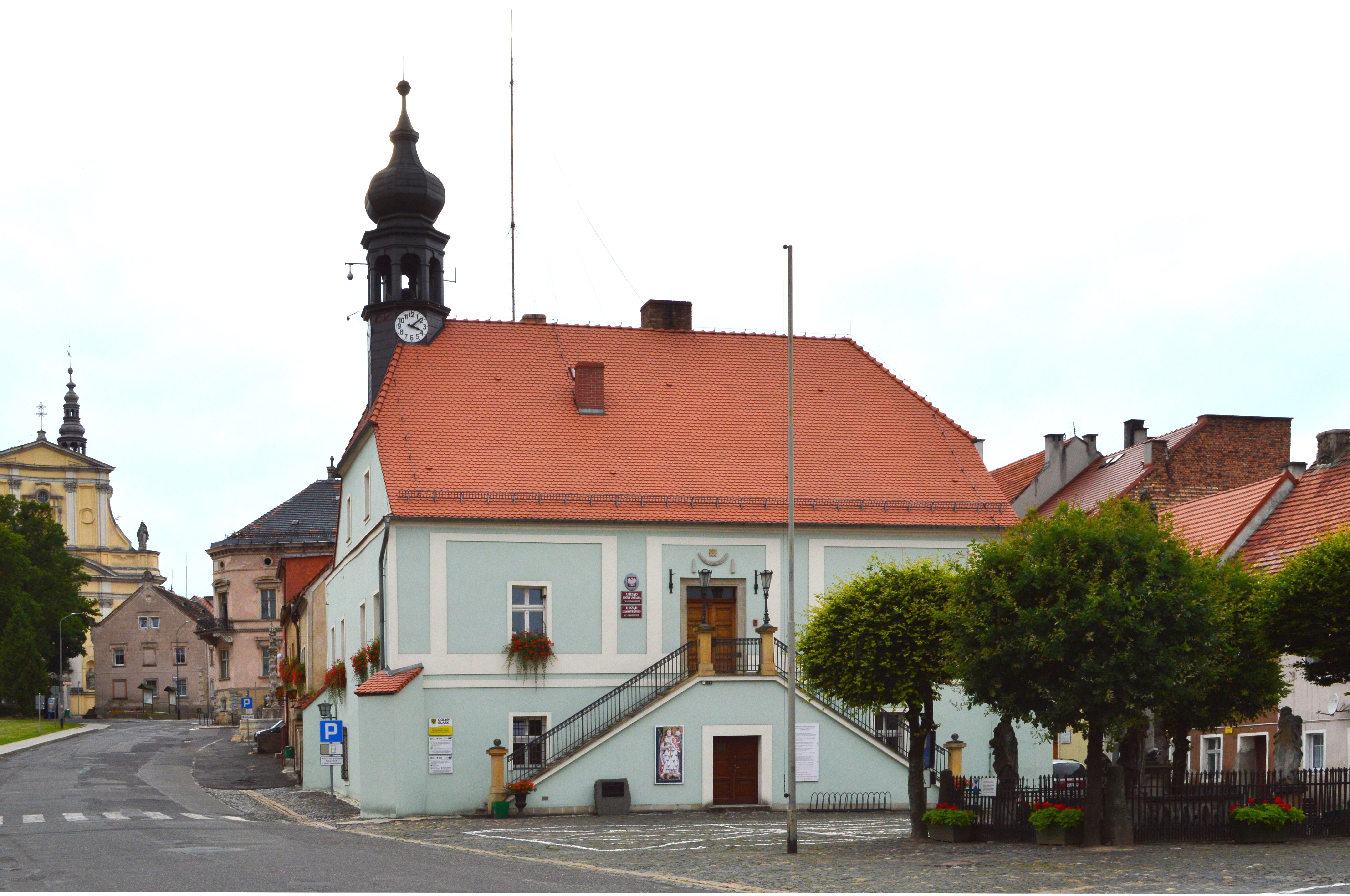
Liebenthaler Rathaus

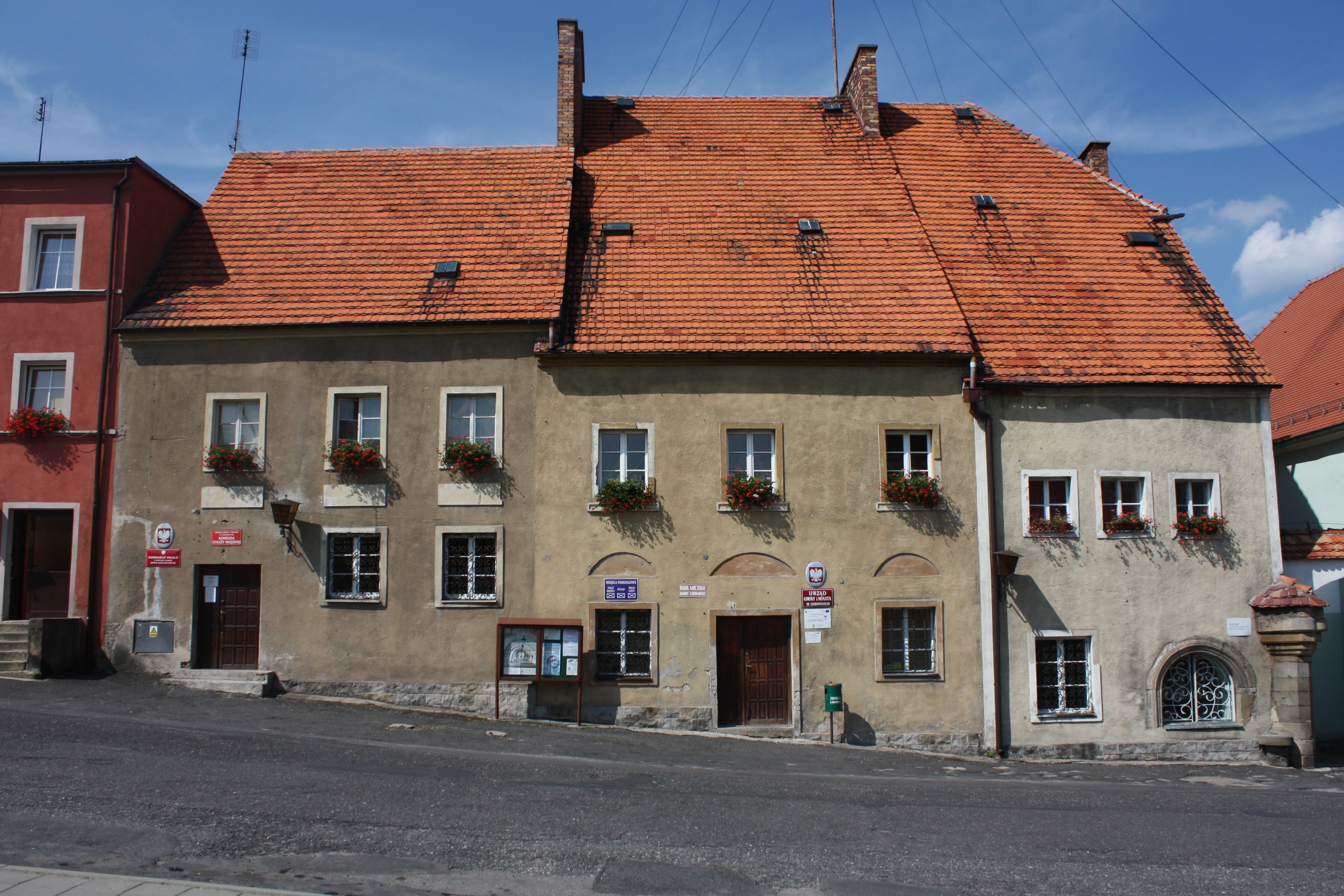
Geschäftshäuser am Ring

Ihren Namen verdankt die Stadt den Rittern von Liebenthal, die 1251 erstmals nachgewiesen sind und in der Gegend Land besaßen. Die Witwe Jutta von Liebenthal gründete 1287 ein Benediktinerinnenkloster, worauf das von ihm abhängige Dorf ausgebaut wurde und 1291 von Bolko I. von Schweidnitz-Jauer das Magdeburg-Löwenberger Stadtrecht erhielt. Im selben Jahr wurde Liebenthal ummauert.
Die neue Stadt erstreckte sich entlang der Handelsstraße Prag–Görlitz, an der ein langgezogener Straßenmarkt angelegt wurde. In ihrer Bedeutung entsprach die Stadt einem Marktort. Verschiedene Privilegien, wie das Brau- und Kelterrecht oder der Leinenhandel, sowie der jährliche Jahrmarkt erlaubten einen gewissen Aufschwung, der aber von häufigen Bränden gebremst wurde. Die Stadt blieb dem Kloster abgabenpflichtig, das auch die Gerichtsbarkeit innehatte und Einfluss auf die Stadtverwaltung nahm. Die Klosterkirche war außerdem Sitz eines Archipresbyterats.
Liebenthal gehörte zum Herzogtum Schweidnitz-Jauer, das nach dem Tod des Herzogs Bolko II. 1368 erbrechtlich an die Krone Böhmen fiel, wobei Bolkos Witwe Agnes von Habsburg ein lebenslanger Nießbrauch zustand. 1408 bestätigte der böhmische König Wenzel IV. die Privilegien. Nach den Verwüstungen der Hussitenkriege 1426 wurde eine Schützenbruderschaft gegründet. 1526 gelangte Liebenthal zusammen mit dem Herzogtum Schweidnitz an die Habsburger in deren Eigenschaft als Könige von Böhmen.
1544 wurde eine Schule gegründet. Ab der Mitte des 16. Jahrhunderts erfolgte ein wirtschaftlicher Aufschwung durch das örtliche Leinenwebereihandwerk, der bis zum Dreißigjährigen Krieg anhielt.
Nach dem Ersten Schlesischen Krieg 1742 fiel Liebenthal an Preußen. 1816 wurde es dem Landkreis Löwenberg zugeordnet. 1829 erwarb die Stadtverwaltung für 50.000 Reichstaler das Dominium, bzw. Klostervorwerk Liebenthal. Auch wenn die Einwohner Liebenthals fast zur Gänze katholisch waren, nahm die Bedeutung des Protestantismus mit preußischer Herrschaft zu. Im Zuge der Säkularisation wurde das Benediktinerinnenkloster 1810 aufgelöst, blieb aber als Zentralkloster der geschlossenen schlesischen Frauenklöster bestehen und wurde ab 1845 von Ursulinen geführt. Für die 150 Protestanten aus Liebenthal und Umgebung stiftete Friedrich Wilhelm IV. 1852 die evangelische Kirche. Bereits 1843 hatten die Ursulinen eine Mädchenschule mit Pensionat gegründet. 1863 folgte ein katholisches Lehrerseminar. Der Anschluss an die Eisenbahnlinie Greiffenberg–Löwenberg 1885 änderte wenig an der geringen wirtschaftlichen Bedeutung der Landstadt.
Im Jahr 1945 gehörte die Stadt Liebenthal zum Landkreis Löwenberg im Regierungsbezirk Liegnitz der preußischen Provinz Niederschlesien  des Deutschen Reichs.
Von direkten Einwirkungen des Zweiten Weltkriegs blieb Liebenthal verschont und wurde erst nach der deutschen Kapitulation am 8. Mai 1945 von der Roten Armee besetzt. Die Stadt wurde nach Beendigung der Kampfhandlungen von der sowjetischen Besatzungsmacht der Volksrepublik Polen zur Verwaltung überlassen und erhielt in Anlehnung an den deutschen Ortsnamen die polnische Bezeichnung Miłosna, was so viel wie „die Liebliche“ bedeutet. Erst 1947 kam der bis heute beibehaltene Ortsname Lubomierz in Gebrauch. Nach der Vertreibung der einheimischen Bevölkerung aus Liebenthal konnte die frühere Einwohnerzahl nur langsam durch Ansiedlung polnischer Neubürger wieder erreicht werden. Die neu angesiedelten Bewohner waren teilweise Zwangsumgesiedelte aus Ostpolen, das an die Sowjetunion gefallen war.
In den 1970er Jahren verfiel die Stadt zunehmend, so dass die Laubenhäuser der Nordostseite des Rings vor der Pfarrkirche abgerissen wurden. Heute zählen die hohe Arbeitslosigkeit, die 2006 29,3 % im Powiat betrug, und die Abwanderung, die in den letzten Jahren aber gebremst werden konnte, zu den Problemen der Gemeinde, die aus der Lage abseits von großer Industrie und Verkehrsverbindungen – der Eisenbahnverkehr wurde eingestellt – resultieren. Andererseits gewinnt der Tourismus dank der landschaftlich schönen Lage vor dem Isergebirge und dem historischen Stadtbild, das für viele in Polen bekannte Filme und Serien (vor allem die Serie Sami swoi) als Kulisse diente, zunehmend an Bedeutung. Seit 1992 wird alljährlich das Polnische Komödienfestival (Ogólnopolski Festiwal Filmów Komediowych) veranstaltet.

### Demographie
Einwohnerzahlen der Stadt nach dem jeweiligen Gebietsstand (neuere Zahlen ohne Stadt- und Landgemeinde):
| Jahr | Einwohner | Anmerkungen |
| ---- | --------- | --- |
| 1803 | 1117      | [ 4 ] |
| 1810 | 1133      | [ 4 ] |
| 1816 | 1118      | davon 53 Evangelische und 1065 Katholiken |
| 1818 | 1158      | Stadt und Vorwerk, mit Mutterkirche, adlige Besitzung |
| 1821 | 1224      | in 249 Privatwohnhäusern |
| 1825 | 1219      | davon 1163 Katholiken und 51 Katholiken |
| 1840 | 1301      | davon elf Evangelische und 1289 Katholiken |
| 1867 | 1825      | am 3. Dezember |
| 1871 | 1852      | am 1. Dezember, davon 163 Evangelische und 1689 Katholiken. |
| 1900 | 1640      | meist katholische Einwohner |
| 1905 | 1624      | am 1. Dezember; davon 176 Evangelische (sämtlich mit deutscher Muttersprache), 1447 Katholiken (1423 mit deutscher Muttersprache, zehn mit polnischer Muttersprache, zwölf sprechen eine andere Sprache, und zwei Personen sprechen Deutsch und eine andere Sprache) |
| 1910 | 1777      | am 1. Dezember |
| 1933 | 1640      | [ 12 ] |
| 1939 | 1665      | [ 12 ] |

| Jahr      | 1980 | 1995 | 2000 | 2005 | 2013 | 2020 |
| --------- | ---- | ---- | ---- | ---- | ---- | ---- |
| Einwohner | 1600 | 2080 | 1765 | 1812 | 1987 | 1987 |

## Gemeinde
Zur Stadt- und Landgemeinde Lubomierz mit einer Fläche von 130,4 km² gehören die Stadt selbst und 13 Dörfer mit Schulzenämtern.

### Wappen
Das Wappen der Gemeinde und der Stadt Lubomierz zeigt auf goldenem Grund eine wachsende, grün gewandete Bischofsgestalt, in der Rechten ein rotes Buch, in der Linken einen roten Krummstab. Diese Darstellung findet sich bereits in Siegeln des 15. Jahrhunderts, wobei der Bischof für den hl. Bischof Maternus steht, den Patron des Benediktinerklosters und auf die jahrhundertelange Verbindung zwischen Stadt und Kloster hinweist.

### Partnerschaft
Am 20. Juli 2008 wurde mit der sächsischen Stadt Wittichenau eine Partnerschaft geschlossen.

## Sehenswürdigkeiten

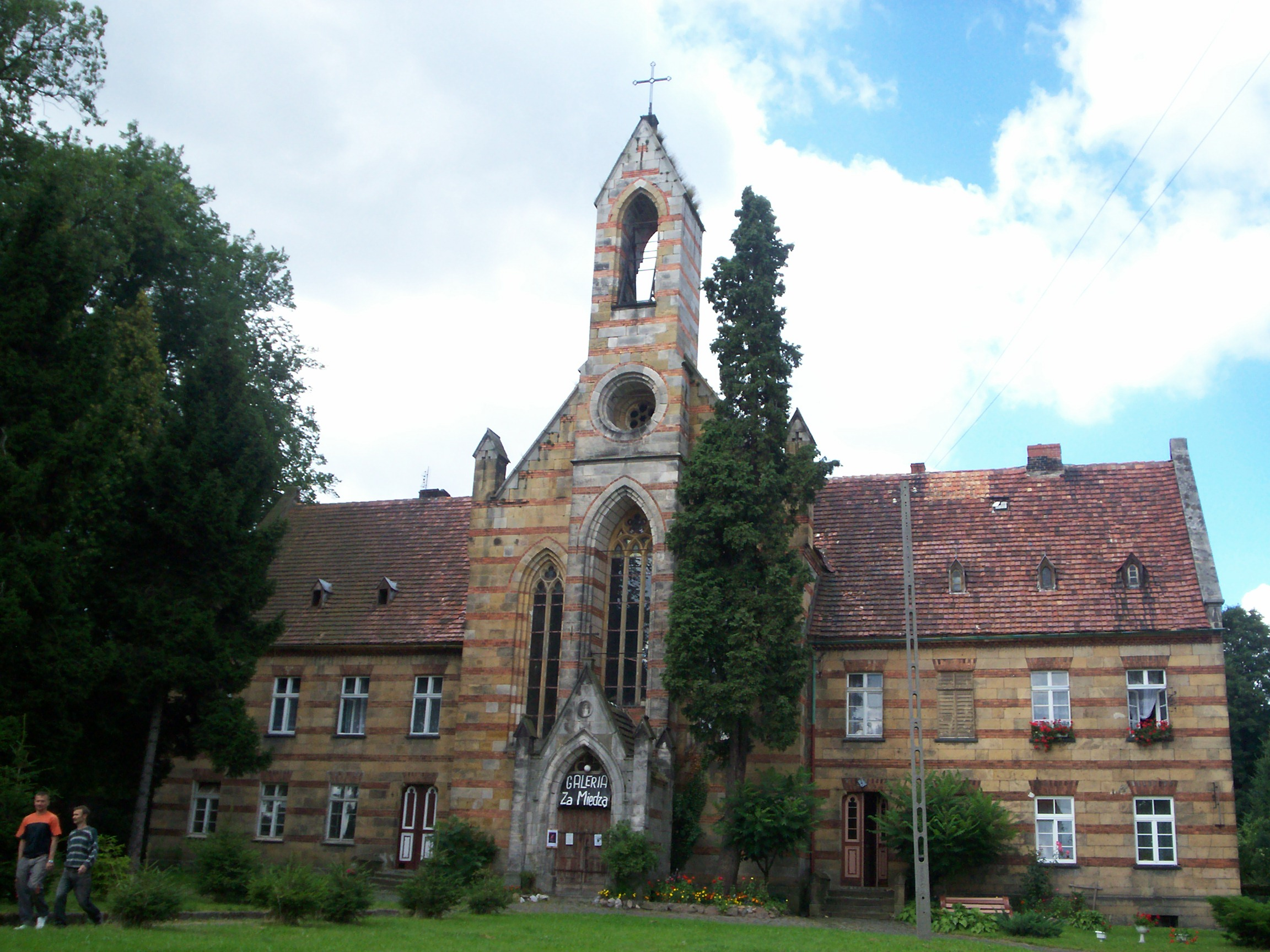
Ehemalige evangelische Kirche

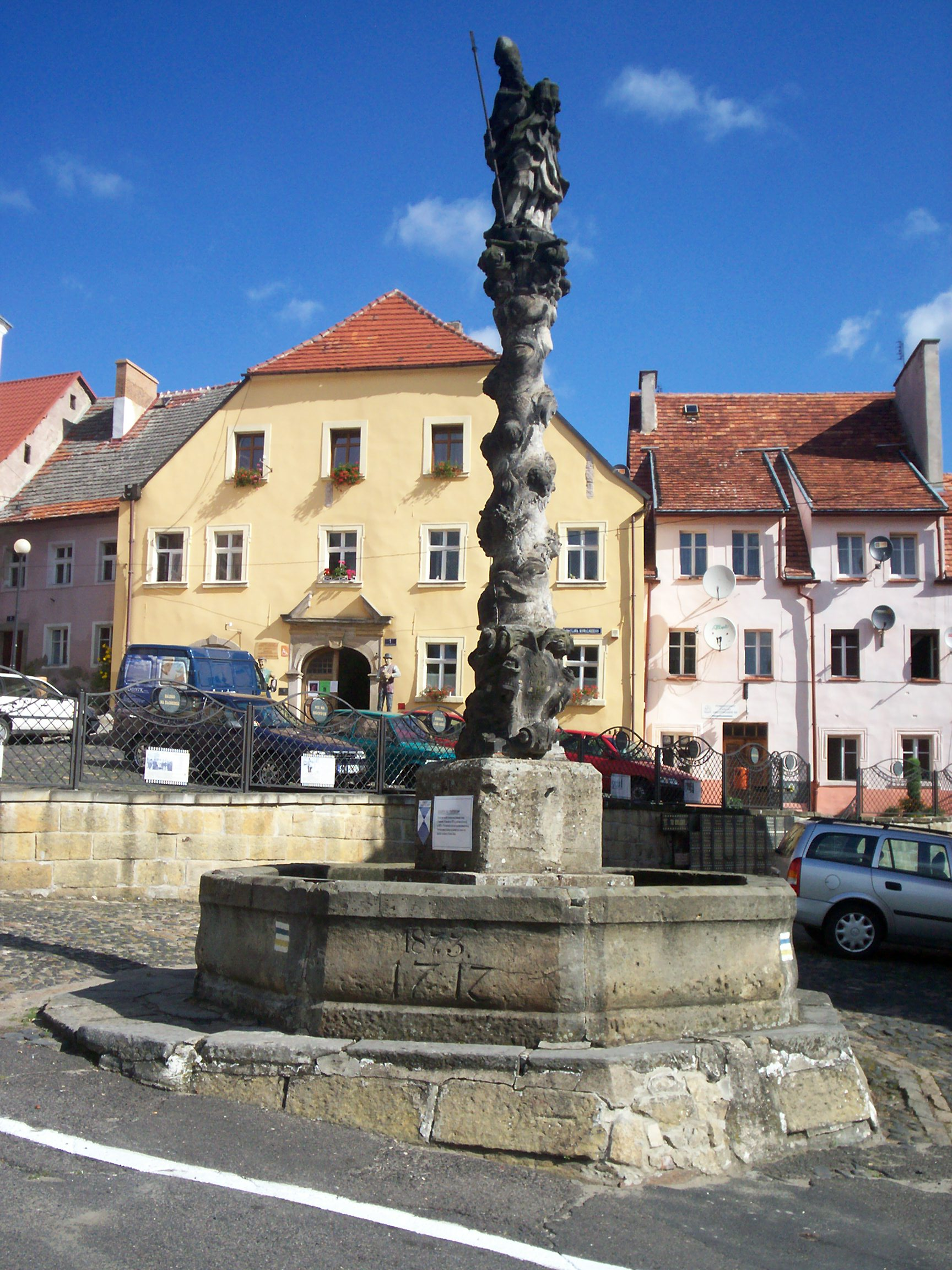
Maternusbrunnen und Leinenweberhaus

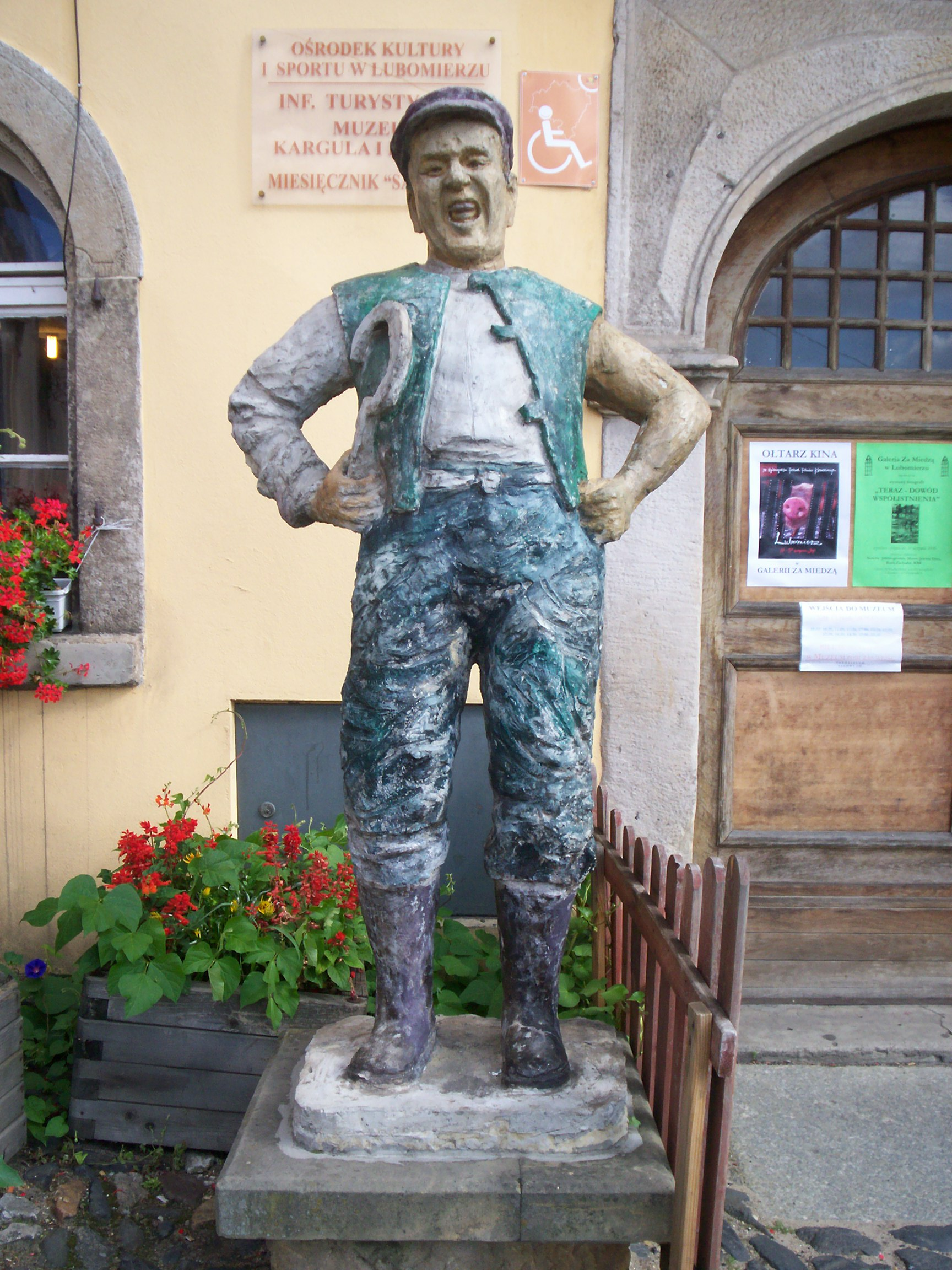
Holzfigur vor dem Muzeum Kargula i Pawlaka

- Den langgezogenen Marktplatz (polnisch Rynek), der nach Westen hin ansteigt, säumen Bürgerhäuser vom 16. bis zum 19. Jahrhundert – im Süden mit Lauben. Inmitten des Rings finden sich zwei Häuserblöcke, in deren östlichem das Rathaus die Front einnimmt. Hinter dem Rathausbau verläuft ein kleines Gässchen mit Schwibbögen und an der Straßenecke findet sich eine Staupsäule. Den Rathausvorplatz (Niederring) nimmt die von vier Heiligenstatuen, darunter der des hl. Rochus, und einer Balustrade gesäumte barocke Mariensäule ein, eine Stiftung der Familie Tanner, die an eine Seuche von 1613 erinnert, die 989 Bürger dahingerafft haben soll.[2] Mit dem Maternusbrunnen von 1712, der den Bischof Maternus auf einer gewundenen Säule darstellt, findet sich zwischen beiden Ringblöcken (Oberring) ein weiteres barockes Denkmal. Dahinter steht das Leinenweberhaus – im Kern ein Renaissancebau des 16. Jahrhunderts (u. a. Fensterrahmen), in dem das Muzeum Kargula i Pawlaka untergebracht ist.
- Das Rathaus ist ein schlichter Bau mit Krüppelwalmdach und hoher Freitreppe, der seine heutige Gestalt einem Umbau von 1837–39 nach dem Stadtbrand von 1802 verdankt. Barock ist dagegen der zierliche Dachreiter mit Zwiebelhaube.

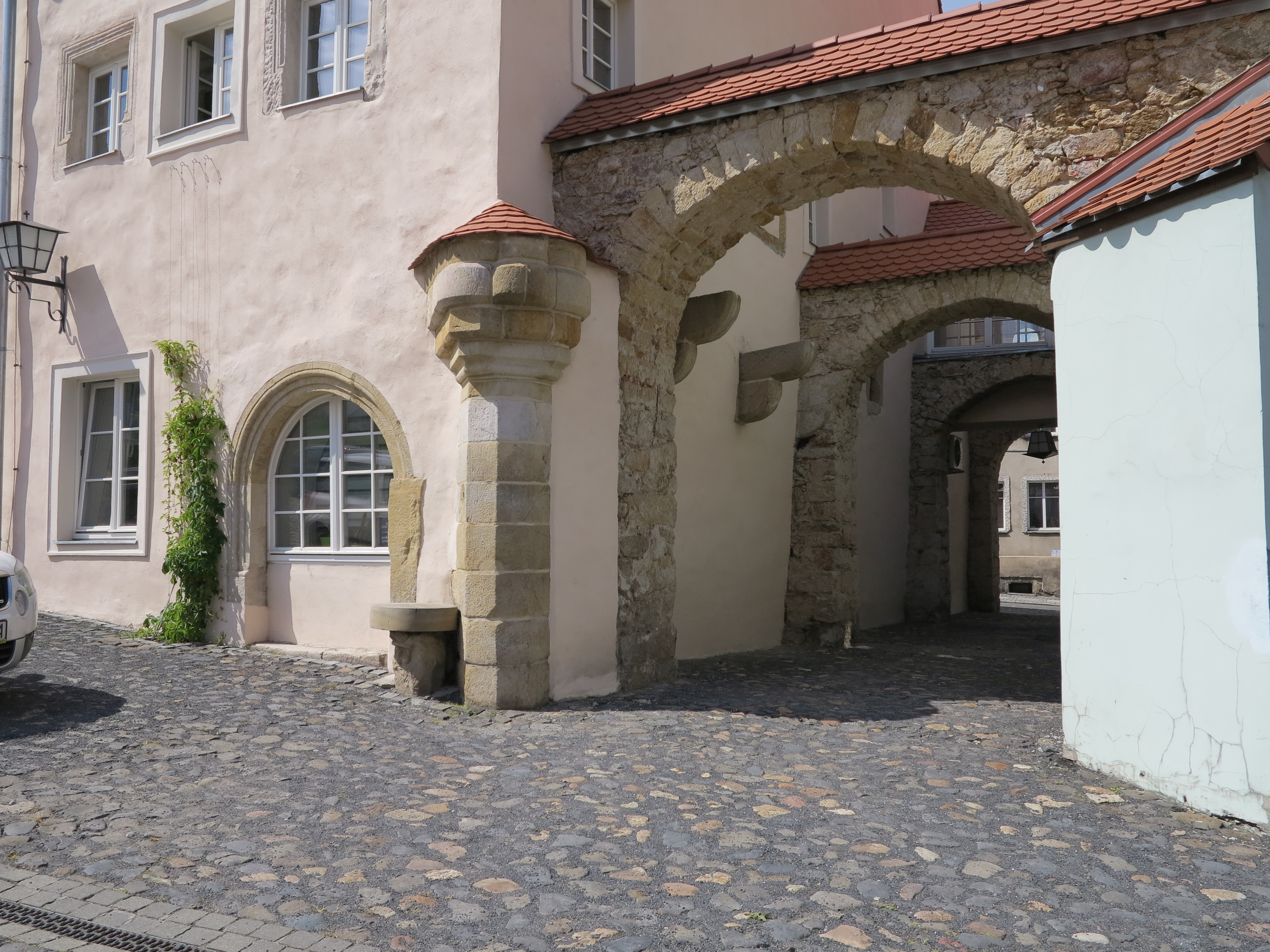
Der wahrscheinlich aus dem 16. Jh. stammende Pranger wurde nach dem Zweiten Weltkrieg rekonstruiert und ist in seiner Form ungewöhnlich. Die beiden Kragsteine im Durchgang dienten als Galgen.

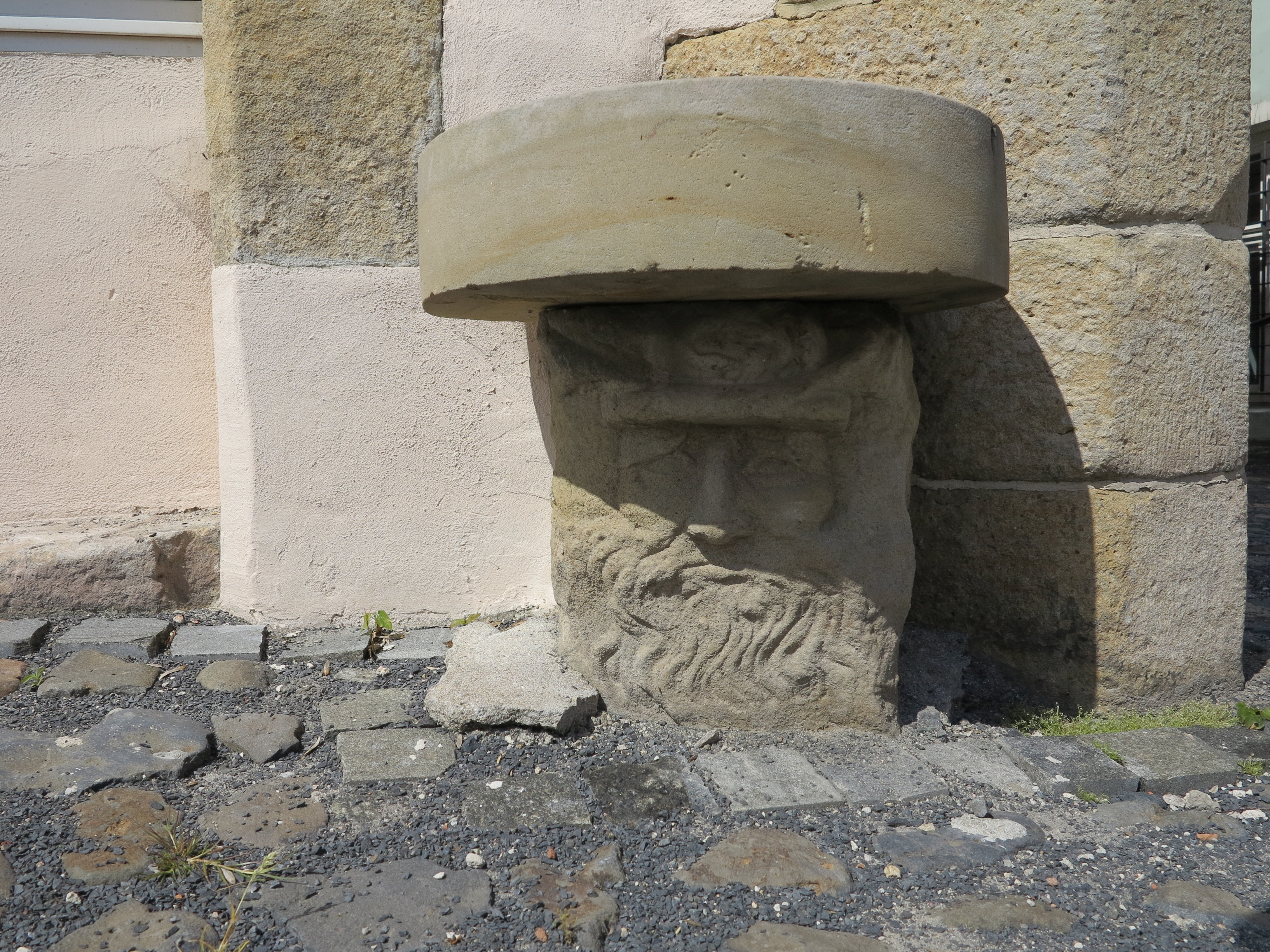
Ungewöhnlich für einen Pranger ist dieser Sockel, der an eine Sitzfläche erinnert.

- Die ehemalige Klosterkirche, die Pfarrkirche St. Maternus (Kościół Wniebowzięcia NMP i św. Maternusa) ist das bedeutendste Bauwerk der Stadt und eines der wichtigsten Barockbauwerke Schlesiens. Südwestlich der Kirche schließt sich das ehemalige Benediktinerinnenkloster an.

- Die dreischiffige Friedhofskirche St. Anna in der Obervorstadt wurde 1668 errichtet und in der Folge mehrfach umgebaut. Die Ausstattung des Innern ist barock. Auf dem Friedhof findet sich die Grabkapelle des Dichters Christian Jakob Salice-Contessa von 1826.
- Die erstmals 1666 erwähnte Heiligkreuzkirche in der Niedervorstadt soll an der Stelle erbaut worden sein, an der die Tochter eines Ratsherrn ein goldenes Kreuz gefunden haben soll.[14] Der heutige neugotische Saalbau mit Dachreiter wurde nach einem Brand 1875 errichtet.
- Die ehemalige evangelische Kirche im Stil der Neugotik wurde ebenso wie die angebaute evangelische Schule und das Pfarrhaus 1852 errichtet. Im Gebäudekomplex ist heute die Galeria Za Miedzą untergebracht.
- Den Protagonisten des bekanntesten der in Lubomierz gedrehten Filme, der Serie Sami swoi, den aus Ostpolen vertriebenen und in ehemals deutschen Gebieten angesiedelten Familien Kargul und Pawlak, wurde das Muzeum Kargula i Pawlaka am Marktplatz gewidmet. Die Holzfiguren der Familienväter Kargul und Pawlak flankieren den Eingang und im Museum befindet sich unter anderem Originalrequisiten.[15]

## Söhne und Töchter der Stadt
- Hieronymus Vietor (Binder, Böttcher, Büttner; um 1480–1546), Buchdrucker und Verleger in Wien und Krakau
- Friedrich Walitza (1892–1962), Jurist, Generaldirektor der Ersten Österreichischen Sparkasse, Generalrat der Österreichischen Nationalbank
- Joseph Wiesner (1913–1975), klassischer Archäologe
- Jürgen Krause (1944–2016), Informationswissenschaftler